# ズームエックス
ズームエックス（Zoomex）は、暗号通貨の取引プラットフォームである。このプラットフォームは、200種類以上の暗号資産に対する永久先物契約を含む、さまざまな取引サービスを提供している。ズームエックスは、暗号化やコールドストレージといった安全性の高い機能に加え、分散型金融（DeFi）による資金運用の選択肢も提供している。

## 歴史
2022年、ズームエックスはFIFAワールドカップに向けた特別キャンペーンを開始した。このキャンペーンの一環として、有名サッカー選手リオネル・メッシのサイン入り賞品が提供された。2022年8月11日、ビジャレアルCFとズームエックスは提携し、暗号通貨取引所としてクラブの公式パートナーとなった。このシーズン、ズームエックスのロゴは男子トップチームのユニフォームの背面に掲載され、その他の場所にも掲示された。
2023年、ズームエックスは「Zoomex World Trading Champion」というグローバル大会を開催し、賞金総額250万ドルを提供した。このイベントは、世界中のトレーダーが自らの取引スキルを競い合い、報酬を争う大会である。
2023年5月18日、ズームエックスはフェラーリ所属のイギリス人F2ドライバー、オリバー・ベアマンのスポンサーとなった。ベアマンはFIA F2選手権でプレマ・レーシングから参戦し、将来有望な若手スターと目されている。ズームエックスのロゴは、彼のマシンとレーシングスーツ、そしてSNSチャネルにわたって大々的に表示される。ズームエックスとオリバーのチームは、スポンサーシップの世界的な露出を拡大し、「成功は決意と努力によって達成される」というメッセージを広めることを目指している。
2024年7月27日、ズームエックスは分散型取引所（DEX）をローンチし、ユーザーにさらなるコントロール、安全性、透明性を提供することを目指した。
2024年8月、ズームエックスは著名なサイバーセキュリティ企業Hackenによる厳密な監査を受けた。この監査では、ペネトレーションテスト、WebアプリケーションおよびAPIエンドポイントのセキュリティ分析が実施された。報告書によると、重大から軽微までの7つの脆弱性が発見された。ズームエックスは、未承認の資金移動やアクセス制御の問題など、3つの脆弱性に迅速に対応し、ユーザー資産の保護に積極的な姿勢を示した。